# Archives du monde catholique

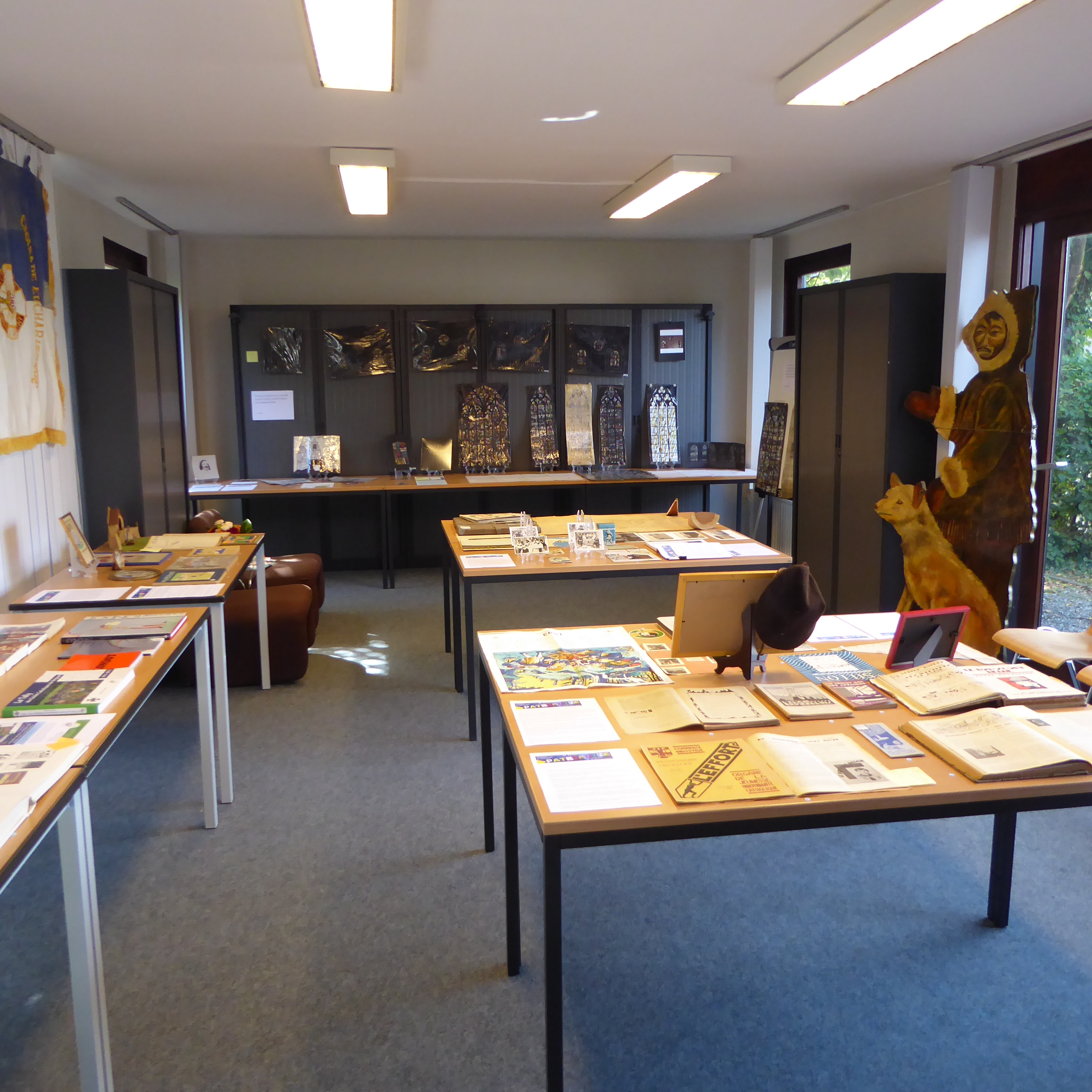
Une partie de l'exposition présentée à l'Arca lors des Journées du Patrimoine 2017.

Les Archives du monde catholique (ARCA) sont un centre spécialisé rattaché à l’Université catholique de Louvain.

## Historique
Fondé en 1989 par Roger Aubert, il vise à collecter, préserver et exploiter la documentation concernant la vie du monde chrétien en Wallonie et à Bruxelles aux XIXe et XXe siècles.
Il est présidé successivement par Roger Aubert, Jean-Pierre Delville, Louis-Léon Christians, Arnaud Join-Lambert (2015-2020) et Luc Courtois (depuis 2020).

## Description
Le centre accueille gratuitement les chercheurs, enseignants et étudiants, ainsi que le grand public ,.
Outre des archives, livres et périodiques, l’ARCA conserve aussi d’autres types de documents : affiches, calendriers, drapeaux, images pieuses, photos, films missionnaires, émissions de télévision, objets religieux, missels et livres de piété, etc.